# TRAPPIST-1
TRAPPIST-1, ook als 2MASS J23062928-0502285 aangeduid, is een ultrakoele (temperatuur < 2700 K) dwergster die zich op 40,66 lichtjaar (12 parsec) van de Aarde bevindt in het sterrenbeeld Waterman. Om de ster draaien (ten minste) zeven exoplaneten.

## Ontdekking

Lichtkromme van TRAPPIST-1.

Een team van astronomen, geleid door Michaël Gillon van het Institut d'Astrophysique et Géophysique te Luik, België, gebruikte de telescoopTransiting planets and planetesimals small telescope (TRAPPIST) van het La Silla-observatorium in de Atacamawoestijn in Chili om de ster en haar planeten te observeren.
Door het gebruik van transitfotometrie vond men drie planeten met aardachtige afmetingen die rond de dwergster draaien. De twee binnenste planeten bevinden zich in synchrone rotatie tegenover de ster, terwijl de derde zich juist binnen de bewoonbare zone bevindt ofwel juist erbuiten. Het team deed de waarnemingen van september tot en met december 2015 en publiceerde zijn bevindingen in het tijdschrift Nature van mei 2016.
Op 22 februari 2017 vonden astronomen nog vier bijkomende planeten rond TRAPPIST-1. Dit brengt het aantal planeten rond de ster op zeven. De vier nieuw-ontdekte planeten bevinden zich vrij zeker in de bewoonbare zone.

## Naamgeving
De naam TRAPPIST-1 komt van de ontdekkende telescoop TRAPPIST, met een 1 omdat dit de eerste ster met planeten is die met deze telescoop ontdekt werd. De aanduiding van planeten gebeurt in volgorde van ontdekking: b is voor de eerste planeet die rond de ster draait, c voor de tweede en zo voorts. In het geval van TRAPPIST-1 werden er eerst drie ontdekt, die dus werden aangeduid met b, c en d, in volgorde van toenemende omwentelingsperiode. Daarna volgen e tot h voor de latere ontdekkingen.

## Karakteristieken van de ster
TRAPPIST-1 is een ultrakoele ster die een massa heeft van ongeveer 8% van die van de Zon en een diameter van 11% van de Zon. De temperatuur aan de oppervlakte bedraagt 2550 K. De ster is minstens 500 miljoen jaar oud. Door haar massa kan de ster 4 tot 5 biljoen jaar oud worden. Ter vergelijking: de Zon is 4,6 miljard jaar oud en heeft een oppervlaktetemperatuur van 5778 K. TRAPPIST-1 staat ongeveer 39 lichtjaar van de Aarde, maar ondanks deze relatief korte afstand is TRAPPIST-1 niet met het blote oog te zien en zelfs niet met een grote amateurtelescoop.
De ster is rijk aan metalen. Zij bevat 109% van de hoeveelheid ijzer (Fe) die de Zon bevat. Haar luminositeit bedraagt 0,04% van de Zon.

## Planetair systeem

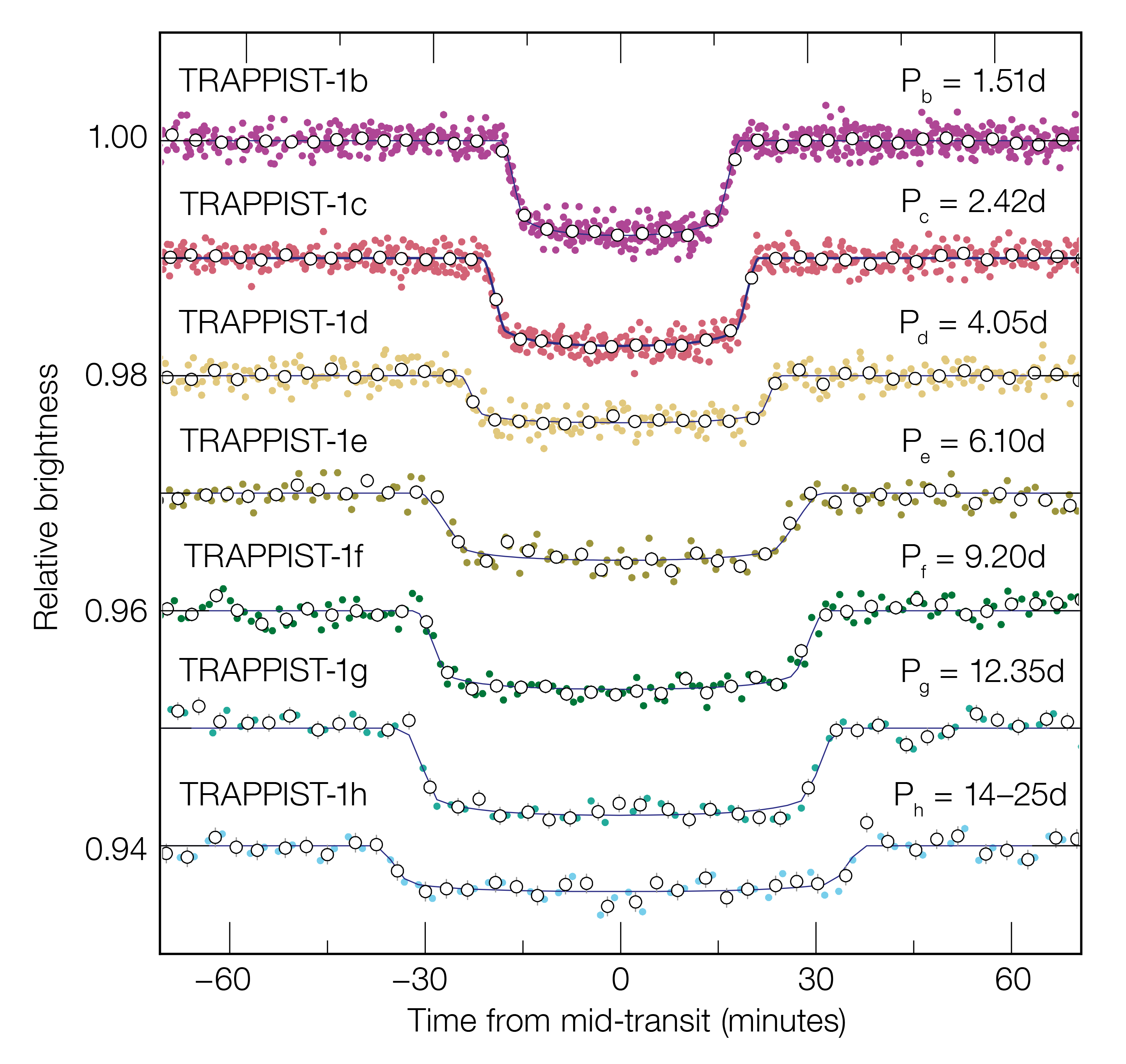
De lichtkromme van TRAPPIST-1 met het signaal van de zeven planeten.

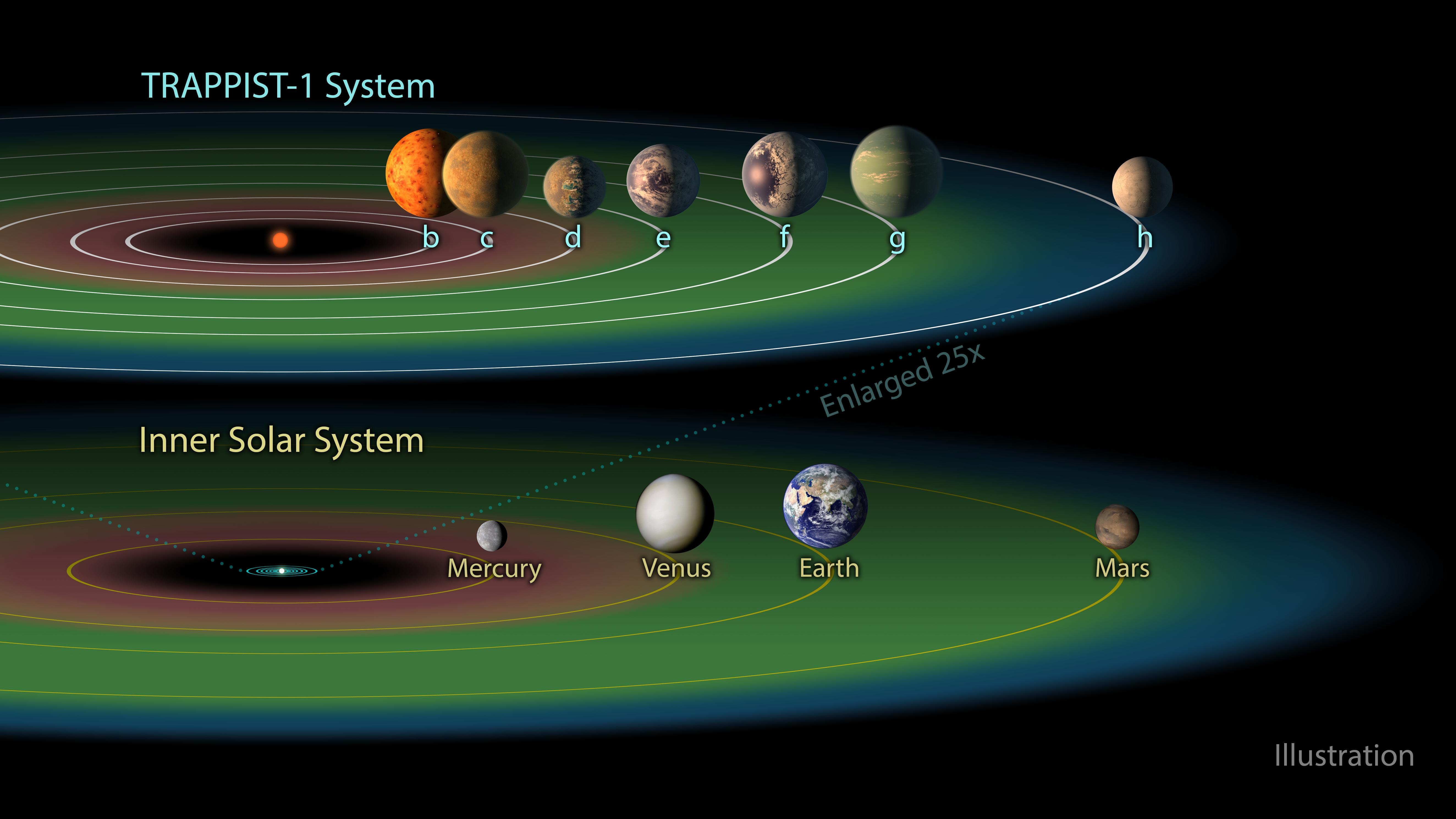
De bewoonbare zone rond TRAPPIST-1.

Het volledige systeem (ster plus planeten) past binnen de baan van Mercurius. Het systeem is beter te vergelijken met dat van Jupiter en zijn manen dan met het zonnestelsel. Alle zeven bekende planeten van TRAPPIST-1 draaien veel dichter rond hun ster dan de Aarde rond de Zon draait. De afstand tussen de omloopbanen van TRAPPIST-1b en TRAPPIST-1c is slechts 1,6 maal de afstand tussen de Aarde en de Maan. De planeten zijn voortdurend zichtbaar vanaf elkaars oppervlak en soms lijken ze groter dan de Maan vanaf de Aarde. De omwentelingstijd van de planeet het dichtst bij de ster is 1,5 aardse dag. De zesde planeet doet er 12,3 dagen over. Van de zevende is de omloopsnelheid niet precies gekend, omdat er nog maar één transitie is waargenomen. Men schat hem tussen de 14 en 35 dagen.
De getijdengebonden planeten hebben altijd dezelfde kant naar de ster gericht. Daardoor zijn de temperatuurverschillen zeer groot. Eventueel leven kan zich slechts op de dag-/nachtovergang bevinden. Als er een atmosfeer is, waaien er waarschijnlijk zeer sterke winden. Rode dwergen stoten echter krachtige vlammen uit, die de atmosfeer van nabijgelegen planeten weg kunnen blazen.
| Planeet | Massa    | Halve lange as (AE) | Omlooptijd (dagen) | Excentriciteit | Straal   |
| ------- | -------- | ------------------- | ------------------ | -------------- | -------- |
| b       | 1,374 M⊕ | 0,01145             | 1,51               | 0,006          | 1,116 R⊕ |
| c       | 1,038 M⊕ | 0,01580             | 2,42               | 0,006          | 1,097 R⊕ |
| d       | 0,388 M⊕ | 0,02227             | 4,05               | 0,008          | 0,778 R⊕ |
| e       | 0,692 M⊕ | 0,02925             | 6,10               | 0,005          | 0,920 R⊕ |
| f       | 1,039 M⊕ | 0,03849             | 9,21               | 0,010          | 1,045 R⊕ |
| g       | 1,321 M⊕ | 0,04683             | 12,35              | 0,002          | 1,129 R⊕ |
| h       | 0,326 M⊕ | 0,06189             | 18,77              | 0,005          | 0,775 R⊕ |

## Verder onderzoek
In de loop van 2017 voerden de ruimtetelescoop Hubble en het Kepler Space Observatory (K2) meer nauwkeurige metingen uit. Twee van de planeten voerden op 4 mei 2017 een transitie uit, een gebeurtenis die slechts eenmaal in de twee jaar voorkomt. Dit laat toe de atmosfeer van deze planeten te onderzoeken op waterdamp. Bij een transitie neemt de Hubble het licht van de ster waar doorheen de atmosfeer van een planeet en door middel van spectroscopie worden aard en samenstelling van de atmosfeer bepaald. Dit kan alleen bij zwakke, rode, ultrakoele dwergsterren daar bij andere sterren het licht van de ster voor overbelichting zorgt.
TRAPPIST-1 was ook een doel voor de James Webb-ruimtetelescoop die in 2018 zou worden gelanceerd, maar waarvan de lancering tot minstens 2021 is uitgesteld. Diens infraroodgevoeligheid is in staat om koolstofdioxide, waterdamp, methaan en andere (biologische) moleculen die op rotsachtige planeten voorkomen vast te stellen. TRAPPIST-1 past ook in het SPECULOOS-project (Search for Planets EClipsing ULtra-cOOl Stars) dat zal opgezet worden in het Paranal-observatorium van de Europese Zuidelijke Sterrenwacht (ESO) om planeten te zoeken rond koele sterren. Dit is ook een project van de universiteit van Luik. Er zullen vier 1-meter telescopen worden opgesteld op de Paranalsterrenwacht om gedurende vijf jaar bij vijfhonderd ultrakoele sterren naar planeten te zoeken. Ten slotte is er nog het HAWK-I-instrument op de UT4-telescoop van ESO's Very Large Telescope dat vervolgwaarnemingen doet.